# Stal Szczecin
Klub Sportowy Stal Szczecin – szczeciński klub sportowy. Obecnie prowadzi jedynie sekcję piłkarską. W sezonie 2024/2025 występuje w klasie okręgowej (grupa zachodniopomorska II).

## Historia
Klub KS Stal z najpopularniejszymi sekcjami piłkarską i siatkarską został założony 19 marca 1950 przy Stoczni im. A. Warskiego na bazie istniejących wcześniej klubów KS Stoczniowiec i ZKS Metalowiec. W styczniu 1958 nastąpiła fuzja z Gwardią Szczecin we wspólny dla milicji i stoczni Stoczniowo-Gwardyjski KS Arkonia Szczecin.
Reaktywacja Stali wiąże się bezpośrednio z wydarzeniami Grudnia 1970 roku na Wybrzeżu. Głęboka i zrozumiała niechęć stoczniowców do milicji po wydarzeniach spowodowała, że kierownictwo Stoczni Szczecińskiej postanowiło wycofać się ze wspólnego klubu i dnia 13 maja 1971 reaktywować własny pod nazwą KS Stal Stocznia Szczecin. Podzielono m.in. drużynę piłki nożnej i najsilniejszą wówczas w Polsce drużynę piłki wodnej.
Lata 1984–1989 to okres największych sukcesów siatkarzy. Po dwa razy w tym czasie zdobyli tytuł Mistrza Polski w Siatkówce Mężczyzn (1985 i 1987), zajęli drugie miejsce (1986, 1988) oraz trzecie (1984, 1989). Od 1993 roku tradycje sekcji siatkarskiej Stali Stocznia kontynuowało Morze Bałtyk Szczecin. 
W 1998 roku sekcję piłkarską Stali Stocznia przekształcono w KP Odra Szczecin, która ogłosiła upadłość w 2000 roku. KS Stal Szczecin reaktywowano ponownie w 2002 i jest kontynuatorem oraz spadkobiercą KS Stal Stocznia. W sezonach 2004/2005, 2006/2007 oraz 2007/2008 drużyna występowała na czwartym poziomie rozgrywkowym. Od tamtej pory Stal zajmuje miejsca w niższych klasach rozgrywkowych.

## Sukcesy
Największym sukcesem Stali Stocznia w piłce nożnej było dojście w sezonie 1979/1980 do ćwierćfinału Pucharu Polski. Drużyna łącznie przez 13 sezonów grała w II lidze: w latach 1974–76 (2 sezony), 1979–1986 (7 sezonów), 1987/88, 1989/90 oraz 1998–2000 (dwa sezony, pod nazwą Odra). Najwyższą pozycję – 3. miejsce – zajęła w sezonie 1979/80, będąc wówczas najlepszym zespołem Pomorza Zachodniego, gdyż Pogoń Szczecin zajęła wtedy po spadku do II ligi 8. miejsce. Najbardziej znanymi zawodnikami grającymi w Stali Stocznia byli Czesław Jakołcewicz, Adam Benesz, Marek Siwa, Stefan Machaj, Paweł Drumlak, Dariusz Marciniak, Sławomir Rafałowicz i Grzegorz Krychowiak.
Sekcja siatkarska przez kolejno sześć lat nie schodziła z podium Ekstraklasy w piłce siatkowej: w roku 1984 – trzecie miejsce, 1985 – Mistrzostwo Polski, 1986 – wicemistrzostwo Polski, 1987 – Mistrzostwo Polski, 1988 – wicemistrzostwo Polski i 1989 – trzecie miejsce. Trenerem drużyny był w tym okresie Jerzy Salwin, a w Stali grali czterej reprezentanci Polski: Janusz Wojdyga, Waldemar Kasprzak, Ryszard Kaczyński oraz rozgrywający i kapitan zespołu Roman Borówko. Poza tą czwórką trzon zespołu tworzyli: Bogumił Kasprzak (1984 i 1987–1989, z dwuletnią przerwą na „służbę wojskową”, czyli grę w Legii Warszawa), Marek Czubiński (1984–1986) i Roman Czaja (1984–1989). Z tych siedmiu siatkarzy w każdym z medalowych sezonów grało w klubie sześciu, tworząc podstawowy skład, w związku z czym Stal Stocznia zdobyła sobie więc wówczas przydomek „Żelazna Szóstka”. Reprezentując Polskę w siatkarskim Pucharze Europy Stal Stocznia doszła do III rundy tych rozgrywek w 1986 roku. Po zakończeniu kariery przez grupę zawodników tworzących „Żelazną Szóstkę” klub nie odzyskał już dawnej pozycji.

## Stadion
Drużyna piłkarska Stali Szczecin swoje mecze rozgrywa na Stadionie Stoczniowym przy ul. Bandurskiego 35 w Szczecinie. Stadion ma pojemność 5 tys. miejsc stojących (2500 miejsc siedzących), a płyta boiska wymiary 105 x 70 m.